# Перлмутер, Владо
Владо Перлмутер (фр. Vlado Perlemuter; 26 мая 1904, Ковно,  Российская империя — 4 сентября 2002, Нёйи-сюр-Сен) — французский пианист.

## Биография и творчество
Сын раввина Либера Эфроимовича Перельмуттера (из Цеханова) и Гитель Лейбовны Вакс. В 1907 году родители Перлмутера эмигрировали во Францию. Он учился в Парижской консерватории у Морица Мошковского, а затем у Альфреда Корто, одновременно подрабатывая тапёром в кинотеатрах. В 1924 году Перлмутер близко познакомился с Морисом Равелем и на протяжении нескольких лет прошёл вместе с композитором всё его фортепьянное наследие, благодаря чему в дальнейшем был одним из наиболее авторитетных интерпретаторов музыки Равеля, время от времени (впервые — в 1929 году) выступая с циклами из двух концертов, включающими весь корпус сольных фортепьянных пьес Равеля. Другим принципальным для Перлмутера автором был Шопен, в связи с чем он много раз входил в жюри конкурса пианистов имени Шопена. Он также входил в жюри конкурса Паломы О'Ши де Сантандер (1977). Среди записей Перлмутера также все фортепьянные сонаты Моцарта, произведения Бетховена, Шумана, Листа, Дебюсси, Прокофьева (Третий концерт) и других композиторов.
Переждав годы Второй мировой войны в Швейцарии, Перлмутер вернулся в Париж в 1950 году. В 1951—1977 годах он преподавал в Парижской консерватории; среди его учеников Жан Франсуа Эссе, Ганс Кристиан Вилле. Свой прощальный концерт, целиком состоящий из произведений Равеля, Перлмутер дал 7 мая 1993 года в Женеве, в возрасте 89 лет.

## Перлмутер о Равеле
В 1953 была опубликована книга радиобесед Перлмутера и французской скрипачки Элен Журдан-Моранж Равель согласно Равелю (фр. Ravel d'après Ravel).